# Kirche Neuenhof

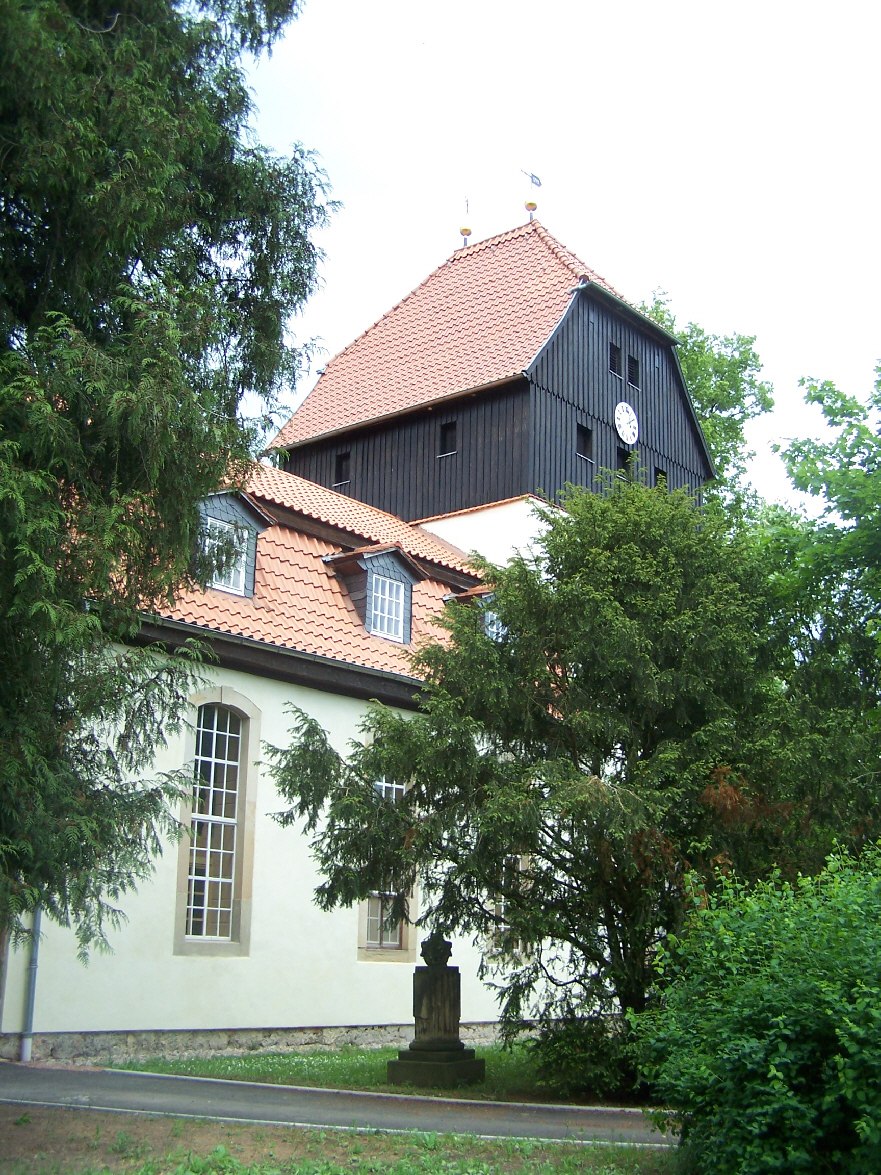
Die Kirche zu Neuenhof

Die Kirche Neuenhof ist die evangelisch-lutherische Kirche des Ortsteils Neuenhof der Stadt Eisenach in Thüringen.

## Lage
Die Kirche liegt in der Ortsmitte von Neuenhof am Rande des von Eduard Petzold angelegten Schlossparks auf einem Hochufer der Werra. Unmittelbar neben der Kirche steht das 1863 erbaute Schloss Neuenhof.

## Geschichte
Bereits 1492 bestand in Neuenhof eine eigene Pfarrkirche. Aus dieser Zeit stammt der Kirchturm, der ursprünglich ein Wehrturm zum Schutz für den Werraübergang war. Die heute vorhandene Kirche entstand 1794 auf den Grundmauern ihres Vorgängerbauwerkes.
1942 wurden die Kirchenglocken wegen des Zweiten Weltkriegs als Metallspende abgenommen und zur geplanten Einschmelzung nach Bremen abtransportiert. Die Einschmelzung erfolgte nicht, und die Glocken kehrten 1949 nach Neuenhof zurück.
1965 erhielt die Kirche einen neuen Turmknopf und 1969 ein neues Dach. Weitere Sanierungen innen und außen erfolgten ab 1990. 1992 wurde der Turm neu eingedeckt und die Spitze mit zwei neuen Windfahnen versehen.

## Innenraum und Geläut
Das Innere des Hauptraumes ist 10,5 m lang und 7,3 m breit. Der Altarraum ist 5,1 m lang, 4,9 m breit. Der Braunschweiger Maler Adolf Quensen gestaltete 1898 die Malereien im Innenraum. Das große Wandbild stellt den Auferstandenen dar. Die Emporenbrüstungen sind mit Bibelsprüchen verziert.
Das Geläut besteht aus zwei Glocken des Gießers Caspar Balthasar Melchior Lucasaus aus vorreformatorischer Zeit sowie einer Glocke aus dem Jahr 1684, gegossen von Matteus Thoner von Wantorf.
Die Orgel stammt aus dem Jahr 1818. Da sie nicht mehr spielbar ist, wurde eine digitale Orgel in den alten Orgelprospekt integriert.